# 叶尔羌河
叶尔羌河（維吾爾語：يەكەن دەرياسى‎，拉丁维文：Yeken deryasi）是塔里木河的主要源头。位于新疆维吾尔自治区西南部。叶尔羌河流域水系包括了叶尔羌河、提兹那甫河、柯克亚河、乌鲁克河四条河流，年均径流量分别为65.93亿m3、8.55亿m3、0.75亿m3、1.56亿m3。政府主管部门为叶尔羌河流域管理处，隶属于新疆塔里木河流域管理局。

## 水文
叶尔羌河上游由3條較大支流匯集而成：左支克勒青河发源于喀喇昆仑山北坡的锡亚琴慕士塔格山东南麓之著名的特拉木坎力冰川，最高峰为海拔7464米的特力木坎力峰。中支源头称拉斯开木河源于喀喇昆仑山北坡的锡亚琴慕士塔格山东端的北里莫冰川。右支阿克塔河发源于海拔5539米的中印边界的喀喇昆仑山口。流经喀什地区、克孜勒苏柯尔克孜自治州、和田地区和阿克苏地区，在阿克苏市阿瓦提县的肖夹克附近汇入塔里木河。全长1280km。流域面积为10.8万平方公里，其中中国境内9.36万平方公里（山区5.56万平方公里，平原3.80万平方公里）。干流年径流量65.5亿立方米，全流域年平均径流量74亿立方米。目前年均向塔里木河输水1.7亿立方米。山区流域面积年降水量达165亿立方米，径流比值0.39。冰川面积5924.85平方公里，冰储量6844亿立方米。年均冰川融水量42.8亿立方米。
上游至克勒青河汇入干流处。为高山区。年均径流41.4亿立方米。中游自克勒青河口至大同乡库如克兰干，为中高山区，年产径流8.7亿立方米。支流塔什库尔干河年均径流11.5亿立方米。出山口位于喀群，其下为径流散失区。根据国务院以国函[2001]74 号文批复的新疆维吾尔自治区人民政府、中华人民共和国水利部制定的《塔里木河流域近期综合治理规划报告》，叶尔羌河多年平均向塔里木河输水3.3亿m3，叶尔羌河出山口喀群断面年需水量9.71亿m3。
塔什库尔干河中游建有下坂地水利枢纽，总库容8.67亿m3。叶尔羌河干流水能理论蕴藏量2933.3MW，梯级规划“两库十四级”。其中第11个梯级为阿尔塔什水利枢纽工程，是叶尔羌河干流控制性水利工程，坝址位于库斯拉甫乡。建成后可以把出山口以下平原地区河段防护能力不足2.5年一遇洪水提高到县城等重要防洪对象为50年一遇洪水，沿岸乡镇和农田等一般防洪对象提高到20年一遇洪水。